# Пойман с поличным
«Пойман с поличным» (англ. Caught Stealing) — художественный фильм-триллер американского режиссёра Даррена Аронофски с Остином Батлером в главной роли, экранизация одноимённого романа Чарли Хьюстона. О начале работы над ним стало известно в марте 2024 года.

## Сюжет
Литературной основой сценария стал роман Чарли Хьюстона, опубликованный в 2004 году. Действие фильма происходит в 1990-х годах. Главный герой — бывший бейсболист по имени Хэнк Томпсон, который из-за стечения обстоятельств оказывается погружён в преступный мир Нью-Йорка.

## В ролях
- Остин Батлер — Хэнк Томпсон
- Зои Кравиц — Ивонн
- Реджина Кинг
- Мэтт Смит
- Лев Шрайбер
- Никита Кукушкин
- Юрий Колокольников

## Производство и релиз
О начале работы над фильмом стало известно в марте 2024 года. Режиссёр Даррен Аронофски сам продюсировал проект через свою компанию Protozoa Pictures. Главную роль получил Остин Батлер. Прокатом картины займётся Sony Pictures. В июле 2024 года к актёрскому коллективу присоединились Зои Кравиц и Реджина Кинг, в августе — Мэтт Смит, Лив Шрайбер и Бад Банни, в сентябре — Гриффин Данн, Винсент Д’Онофрио, российские актёры Юрий Колокольников и Никита Кукушкин. 5 сентября в Нью-Йорке начались съёмки. 
29 августа 2025 года картина выйдет в американский прокат.